# Louisenberg (Kreis Friedland)
Louisenberg (eine russische Namensform ist nicht bekannt) ist ein untergegangener Ort in der russischen Oblast Kaliningrad (Gebiet Königsberg (Preußen)). Seine Ortsstelle liegt im Gebiet des Rajon Prawdinsk (Munizipal-/Stadtkreis Prawdinsk, deutsch Friedland (Ostpr.)).

## Geographische Lage
Die Ortsstelle von Louisenberg liegt im südlichen Westen der Oblast Kaliningrad, weniger als ein Kilometer nördlich der russisch-polnischen Staatsgrenze zur Woiwodschaft Ermland-Masuren in Polen. Bis zur einstigen und heute auf polnischem Gebiet gelegenen Kreisstadt Bartoszyce (deutsch Bartenstein) sind es 14 Kilometer in südlicher Richtung.

## Geschichte
Das noch bis vor 1912 Luisenberg genannte Gutsdorf wurde am 10. August 1874 aus dem Vorwerk Luisenberg des Gutsbezirks Redden (russisch Pogranitschnoje) gebildet und in den wenige Monate zuvor neu errichteten ostpreußischen Amtsbezirk Polkitten (polnisch Pełkity) im Kreis Friedland (ab 1927: Kreis Bartenstein) aufgenommen. Louisenberg zählte im Jahre 1905 insgesamt 49 Einwohner, im Jahre 1910 waren es 45.
Am 30. September 1928 gab der Gutsbezirk Louisenberg seine Eigenständigkeit auf und schloss sich mit der Landgemeinde Redden (russisch Pogranitschnoje) und den Gutsbezirken Redden sowie Klein Klitten (Storoschewoje) zur neuen Landgemeinde Redden zusammen.
In Kriegsfolge kam das gesamte nördliche Ostpreußen 1945 zur Sowjetunion. Louisenberg wurde – wohl aufgrund seiner Grenzlage – nicht wieder besiedelt, so dass es auch keine russische Namensform erhalten hat. Der Ort wird offiziell nicht genannt und gilt als untergegangen. Seine Ortsstelle liegt jetzt im Gebiet der Selbstverwaltungseinheit Rajon Prawdinsk (Stadtkreis Friedland) innerhalb der Oblast Kaliningrad der heutigen Russischen Föderation.

## Kirche
Bis 1945 war Louisenberg in die evangelische Kirche Schönbruch (russisch Schirokoje, polnisch Szczurkowo) in der Kirchenprovinz Ostpreußen der Kirche der Altpreußischen Union, außerdem in die römisch-katholische Kirche St. Bruno in Bartenstein (polnisch Bartoszyce) im damaligen Bistum Ermland eingepfarrt.

## Verkehr
Nach Louisenberg führte einst eine Wegeverbindung von Redden aus, die heute von Pogranitschnoje aus nicht mehr erkennbar ist. Eine weitere Verbindung bestand von dem heute auf polnischem Gebiet gelegenen Poschloschen (polnisch Połusze), die aber nach 1945 der Grenzziehung zum Opfer gefallen ist. Eine Anbindung zum Bahnverkehr bestand nicht.    